# Regio VIII Aemilia
Pour les articles homonymes, voir Aemilia.
Aemilia est l'ancien nom de l'actuelle région italienne d'Émilie-Romagne, créée sous Octave au Ier siècle av. J.-C.  lors de la division de l'Italie romaine en 11 régions administratives. 
La région prend son nom de la voie émilienne (Via Aemilia), la route romaine qui parcourt son territoire.